# ميهو ناكاياما
ميهو ناكاياما (باليابانية: 中山美穂) هي مغنية وعارضة وممثلة يابانية، ولدت في 1 مارس 1970 بكوغانه في اليابان. بدأت مسيرتها الفنية عام 1985.

## وفاتها
أعلنت السلطات اليابانية وفاة ميهو ناكاياما داخل منزلها. كانت ناكاياما تبلغ من العمر 54 عامًا. ووفقًا لشرطة العاصمة طوكيو، تم العثور على ميهو في وضعية الجلوس داخل حوض الاستحمام بمنزلها في منطقة إبيسو، حيث كان الجزء العلوي من جسدها مائلًا إلى الأمام. وعلى الرغم من وصول طبيب إلى الموقع بشكل سريع، أُعلن وفاتها فور المعاينة. وأكدت الشرطة أن الباب الأمامي لمنزلها كان مغلقًا، مما يشير إلى غياب أي علامات تدل على اقتحام أو تدخل خارجي. كان من المقرر أن تسافر ناكاياما إلى أوساكا للمشاركة في حفل موسيقي. ولكن عندما فشلت في التواصل مع فريق عملها في الموعد المحدد، توجه الموظفون إلى منزلها للاطمئنان عليها، ليكتشفوا الحادث ويتصلوا بخدمات الطوارئ.

## وصلات خارجية
- ميهو ناكاياما على موقع IMDb (الإنجليزية)
- ميهو ناكاياما على موقع ألو سيني (الفرنسية)
- ميهو ناكاياما على موقع ميوزك برينز (الإنجليزية)
- ميهو ناكاياما على موقع أول موفي (الإنجليزية)
- ميهو ناكاياما على موقع أول ميوزيك (الإنجليزية)
- ميهو ناكاياما على موقع ديسكوغز (الإنجليزية)
- ميهو ناكاياما على موقع قاعدة بيانات الفيلم (الإنجليزية)
- ميهو ناكاياما على موقع كينوبويسك (الروسية)